# Margit Ács
Margit Ács (n. 11 iunie 1941, Budapesta-), este o scriitoare, romancieră, nuvelistă, critică de artă maghiară; este soția lui Mátyás Domokos.